# Szentendre

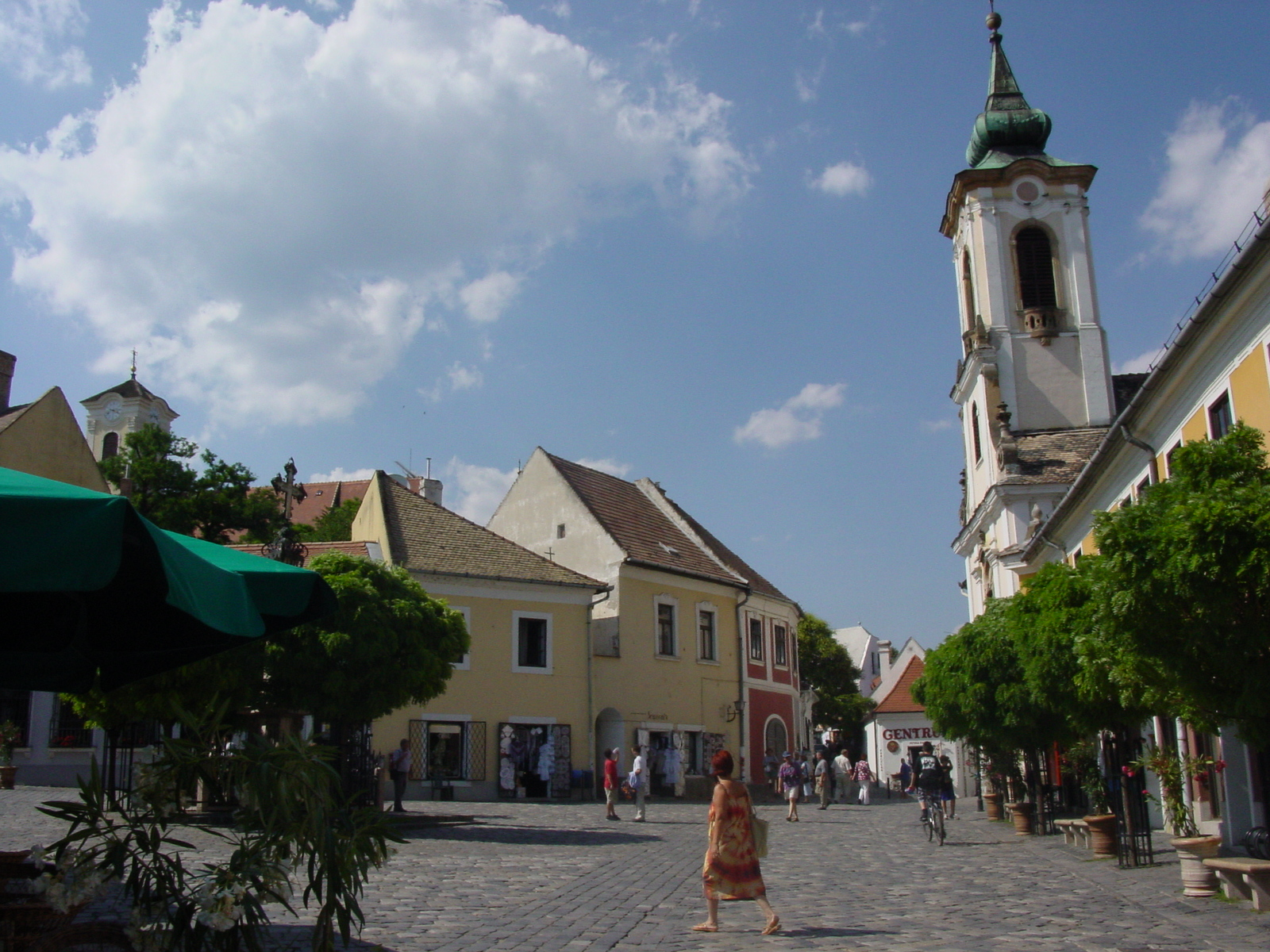
Fő tér in Szentendre

Szentendre (Servokroatisch: Senandrija , Duits: Sankt Andrä) is de hoofdstad van het district Szentendre (Szentendrei járás) in Hongarije aan de rechteroever van de Donau, met ongeveer 23.000 inwoners. De naam van de stad is afgeleid van de Sint-Andreaskerk die hier in de middeleeuwen werd gebouwd. Szentendre ligt 20 km ten noorden van Boedapest. De weg vanuit de hoofdstad leidt via een licht hellende straat in de richting van het hoofdplein, het driehoekige Fő tér.
Het stadje Szentendre heeft grillige hellingen. Er zijn koffiehuizen (eszpresszó-kavéház), winkels en boetieks. Aan het Fő tér staan alle gebouwen op de monumentenlijst; ze vormen een bonte verzameling van stijlen en kleuren. Op het plein staat een bewerkt smeedijzeren kruis uit de 18e eeuw. In de huizen, de meeste met één verdieping, woonden welvarende kooplieden en handwerkers. Nu zijn er winkels, boetiekjes en cafés in gehuisvest.

## Servische aanwezigheid
Aan de Donauzijde staat een van de Servische kerken, de Blagovestenzska (Maria-Verkondiging)-kerk. Binnen is de Iconostase (1802-1804) in rococostijl vervaardigd.
Vlak ernaast is het Ferency Károly Múzeum met werken van de kunstenaarsfamilie Ferency. Achter de kerk vindt men de verzameling keramiek van de kunstenares Margit Kovács (1902-1977), die in haar werk traditionele volkskunst met moderne elementen combineerde en overwegend vrouwenfiguren schiep.
Op het plein gaan trappen omhoog naar de burchtheuvel (várhegy) waar de fraaigekleurde 13e-eeuwse parochiekerk staat.
Het barokke karakter van het stadje is grotendeels te danken aan de Serviërs die in de 18e eeuw moesten vluchten voor de Turken.
Ongeveer 5000 Serviërs vestigden zich in Szentendre. Nu wonen er nog zo'n 150 afstammelingen van hen in de stad.

## Servische kerken
De Servische kerken stammen uit het midden van de 18e eeuw. Het geprivilegieerde Servische handelsverbond was tot volle bloei gekomen en had haar leden rijk gemaakt. Zij richtten ook het genoemde Koopmanskruis op het Fö tér op.
Het silhouet van de stad werd destijds bepaald door zeven hoge klokkentorens. De kerken hebben een laat-barokstijl met elegante rococoportalen; weelderige iconostasen, marmeren altaren en een tweedeling in een mannen- en vrouwenkerk.
De meeste Servisch-orthodoxe Kerken kregen de naam van de plaats waar de stichters vandaan kwamen. De weelderigste is de Belgradokerk (Beogradska). Deze bisschopskerk staat aan de noordzijde van de Alkomány utca, met een fraai rococoportaal en een iconostase van rijk houtsnijwerk. Er is een museum van Servische kerkelijke kunst in gevestigd. Van het centrum naar zuidelijke richting, naar het HÉV-station, komt men bij de barokke Pozarevackakerk, een in 1763 gewijde Grieks-katholieke kerk met een iconenwand en gebouwd in Byzantijnse stijl.
Ten noorden van het Fö tér, aan de Dumtsa Jenő utca, staat de in 1740 gebouwde Grieks-orthodoxe Preobrazenska, misschien wel dé mooiste kerk in Szentendre. Vanaf dit plein gaan trappen omhoog naar het Templom tér (Kerkplein), waaraan de gele parochiekerk staat.
Toen Szentendre in de 19e eeuw in de vergetelheid raakte, begonnen kunstenaars belangstelling te tonen voor het stadje. Ook nu wonen er nog verscheidene kunstenaars, net zoals in Montmarte te Parijs.

## Galerij

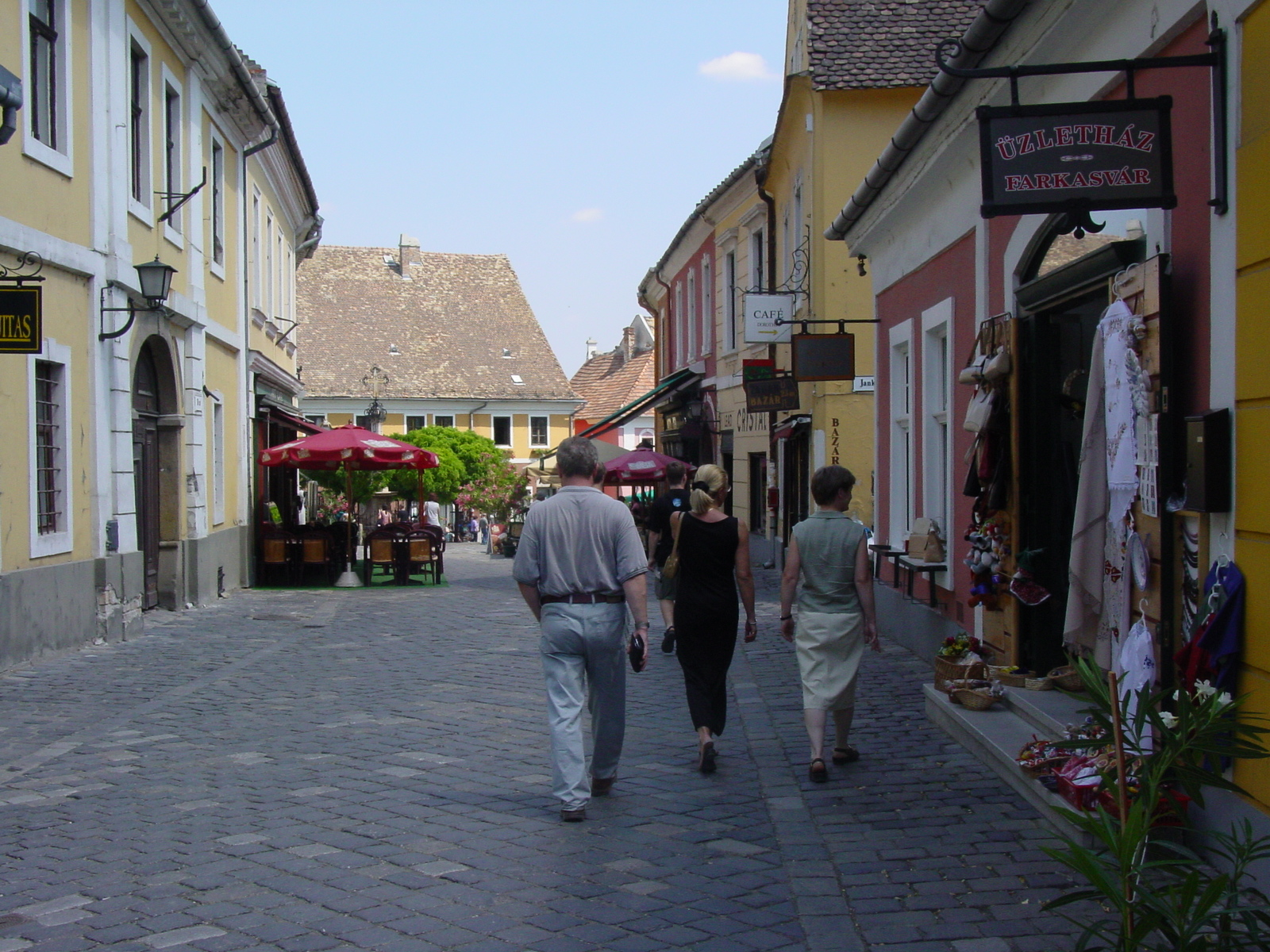
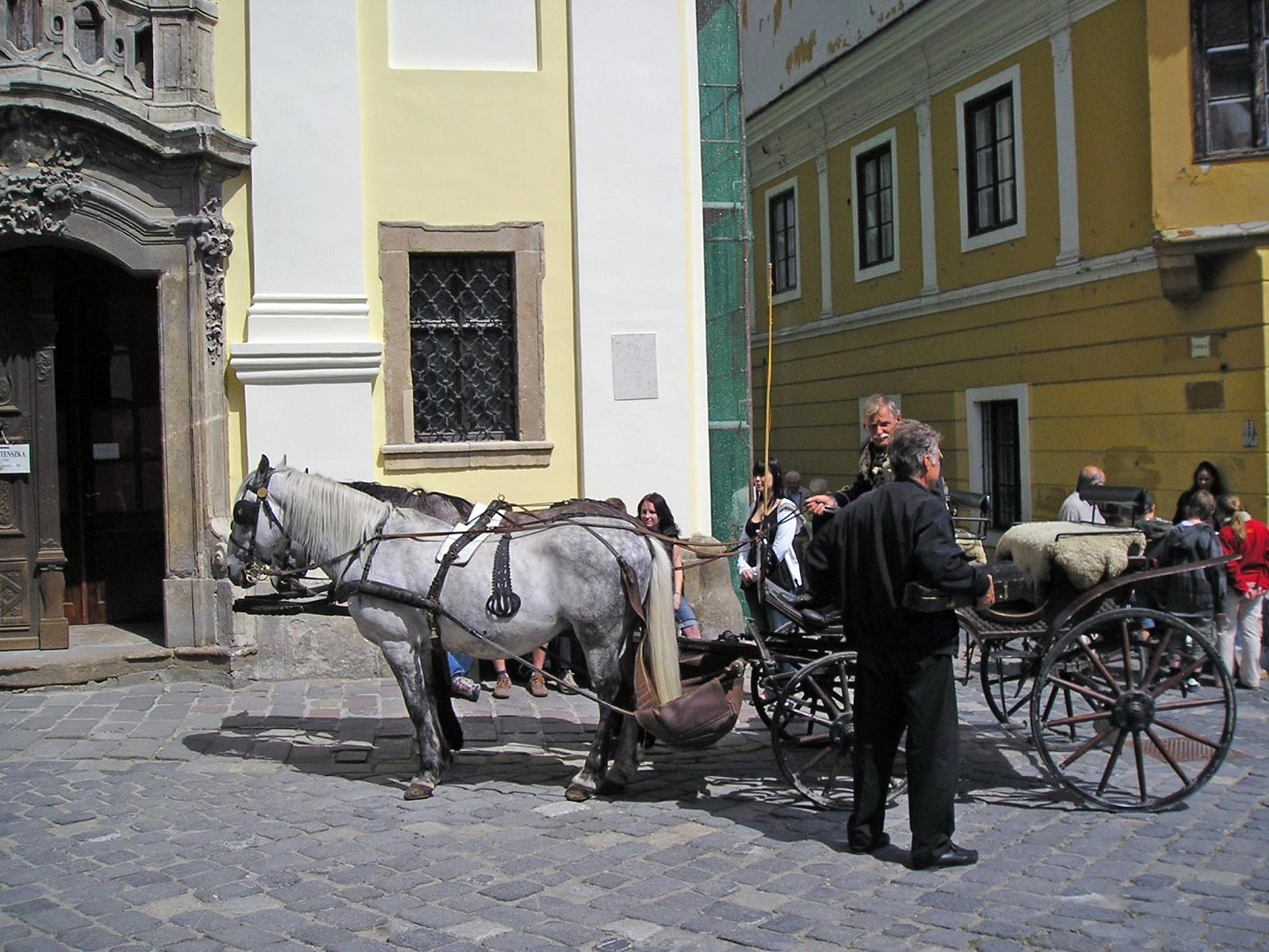
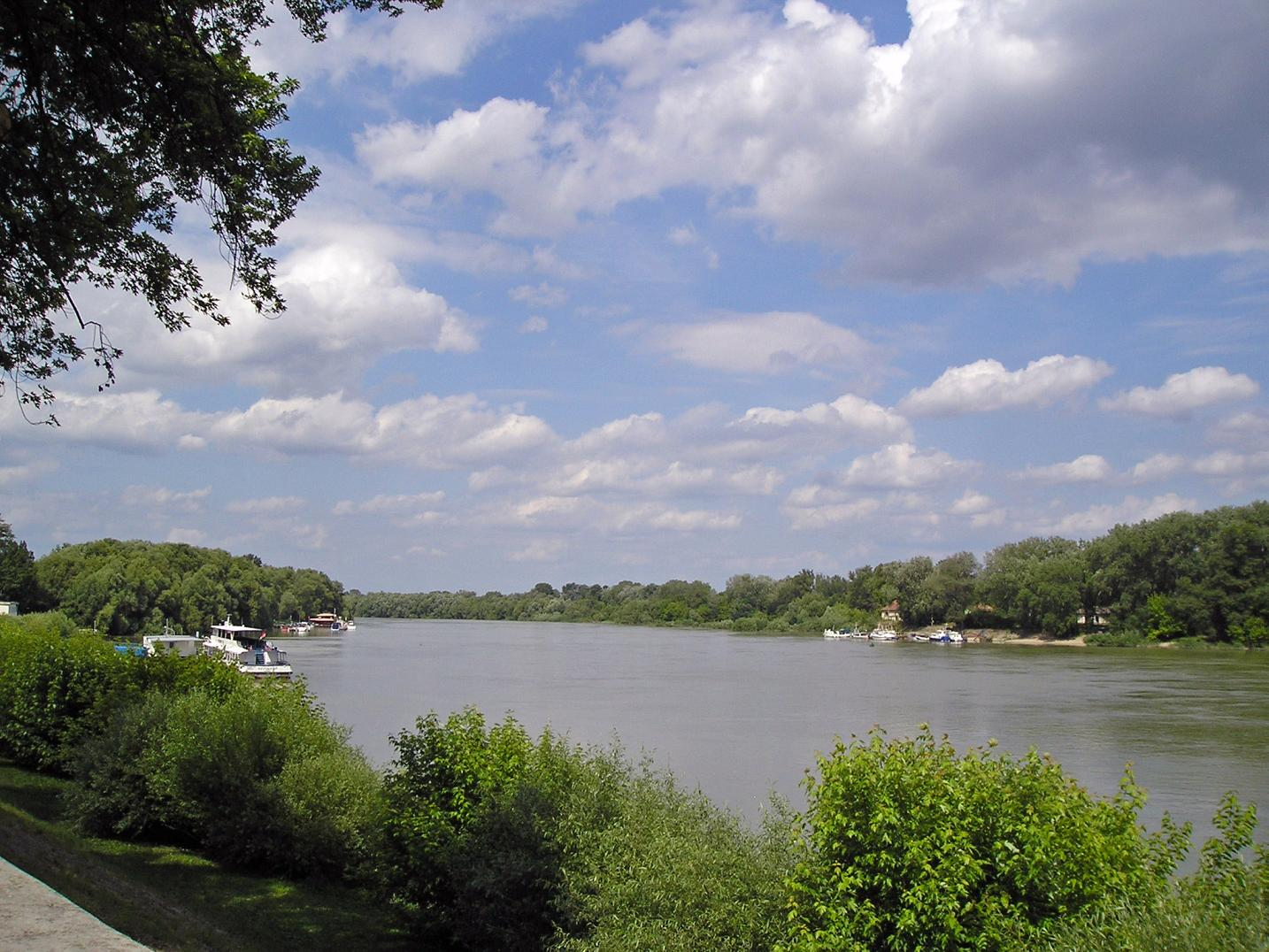
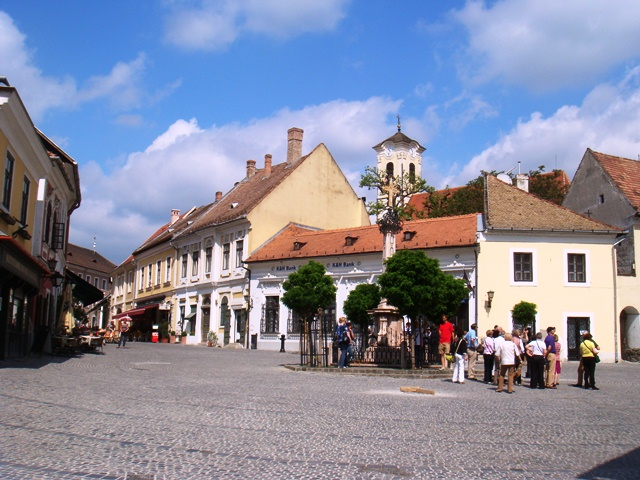

## Geboren
- Kati Wolf (1974), zangeres